# Étobon
Étobon és un municipi francès situat al departament de l'Alt Saona i a la regió de Borgonya - Franc Comtat. L'any 2007 tenia 288 habitants.
Étobon està reconeguda com a població màrtir de la Segona Guerra Mundial a causa de la represàlia de l'exèrcit alemany a les accions de la Resistència a les acaballes de la guerra, amb l'afusellament d'una quarantena d'homes de la població.

## Demografia

### Població
El 2007 la població de fet d'Étobon era de 288 persones. Hi havia 114 famílies, de les quals 24 eren unipersonals (12 homes vivint sols i 12 dones vivint soles), 37 parelles sense fills, 49 parelles amb fills i 4 famílies monoparentals amb fills.
La població ha evolucionat segons el següent gràfic:
Habitants censats

### Habitatges
El 2007 hi havia 141 habitatges, 114 eren l'habitatge principal de la família, 17 eren segones residències i 9 estaven desocupats. 130 eren cases i 7 eren apartaments. Dels 114 habitatges principals, 104 estaven ocupats pels seus propietaris, 8 estaven llogats i ocupats pels llogaters i 2 estaven cedits a títol gratuït; 3 tenien dues cambres, 6 en tenien tres, 41 en tenien quatre i 64 en tenien cinc o més. 94 habitatges disposaven pel capbaix d'una plaça de pàrquing. A 33 habitatges hi havia un automòbil i a 72 n'hi havia dos o més.

### Piràmide de població
La piràmide de població per edats i sexe el 2009 era:
| Homes | Edats   | Dones |
| ----- | ------- | ----- |
| 0     | 95 o +  | 0     |
| 0     | 90 a 94 | 0     |
| 0     | 85 a 89 | 4     |
| 0     | 80 a 84 | 0     |
| 0     | 75 a 79 | 12    |
| 4     | 70 a 74 | 4     |
| 4     | 65 a 69 | 8     |
| 12    | 60 a 64 | 4     |
| 0     | 55 a 59 | 4     |
| 16    | 50 a 54 | 12    |
| 4     | 45 a 49 | 12    |
| 12    | 40 a 44 | 4     |
| 16    | 35 a 39 | 4     |
| 16    | 30 a 34 | 20    |
| 8     | 25 a 29 | 8     |
| 12    | 20 a 24 | 4     |
| 4     | 15 a 19 | 4     |
| 0     | 10 a 14 | 16    |
| 16    | 5 a 9   | 8     |
| 4     | 0 a 4   | 8     |

## Economia
El 2007 la població en edat de treballar era de 186 persones, 147 eren actives i 39 eren inactives. De les 147 persones actives 141 estaven ocupades (77 homes i 64 dones) i 6 estaven aturades (2 homes i 4 dones). De les 39 persones inactives 16 estaven jubilades, 9 estaven estudiant i 14 estaven classificades com a «altres inactius».

### Ingressos
El 2009 a Étobon hi havia 124 unitats fiscals que integraven 315,5 persones, la mediana anual d'ingressos fiscals per persona era de 19.759 €.

### Activitats econòmiques
Dels 7 establiments que hi havia el 2007, 1 era d'una empresa de fabricació d'altres productes industrials, 4 d'empreses de construcció, 1 d'una entitat de l'administració pública i 1 d'una empresa classificada com a «altres activitats de serveis».
Els 2 serveis als particulars que hi havia el 2009 eren fusteries.

## Poblacions més properes
El següent diagrama mostra les poblacions més properes.